# 上尼曼低地
上尼曼低地是白俄羅斯的低地，位於尼曼河沿岸，由格羅德諾州和明斯克州負責管轄，長160公里、寬15至55公里，北面是利達平原，東南面是阿什米揚高地和明斯克高地。